# 上筒井駅
上筒井駅（かみつついえき）は、かつて兵庫県神戸市葺合区坂口通において阪神急行電鉄（現：阪急電鉄）神戸本線の支線（上筒井線）上に存在した鉄道駅である。三宮駅へ路線を延ばすまではこの駅が神戸本線のターミナル駅であり、神戸駅（こうべえき）を名乗っていた。

## 概要
阪急では神戸本線を建設するに当たって、1919年（大正8年）に地下線での建設を条件に鉄道省線三ノ宮駅への乗り入れを認可されたが、同社は工費がかかるとして高架線での建設を主張し、都市計画の問題から神戸市との間でしばらく対立することになった。
そのため、当面三宮方面の延伸は実現しないだろうとして、とりあえず神戸市の山手東端であって神戸市電布引線が通じていた上筒井に、神戸駅の名で暫定ターミナルを設けることにした。これにより、1920年（大正9年）に梅田駅から当駅までの間で営業を開始した。
駅は、現在の県福祉センター周辺（中央区坂口通2丁目）に存在した。頭端式ホーム2面3線を有していたが、プラットホームの有効長は特急用の900形2両編成がぎりぎりで停車できる程度しかなかった。
その後の交渉の結果、省線三ノ宮駅まで高架線で建設できることになり、1936年（昭和11年）にようやく（新）神戸駅（1968年（昭和43年）に三宮駅と改称）まで進出を図る。この時、（旧）神戸駅も上筒井駅へ改称して残ることになり、新旧線の分岐点に西灘駅（現・王子公園駅）を設けて西灘 - 上筒井間の折り返し運転とした。
しかし上筒井線という盲腸線の終端となった上筒井駅の利用客は伸びず、1940年（昭和15年）に廃駅となった。廃止直前には、西灘 - 上筒井間が単線になるとともに、駅配線は1面2線へ縮小されていた。
なお上筒井支線の廃止後の1941年（昭和16年）に、同区間にほぼ並行するような形で、神戸市電石屋川線（1969年（昭和44年）に廃止）の上筒井 - 原田間（阪急西灘駅付近に原田電停を設け、後には石屋川まで延伸した）が開業している。

## 歴史

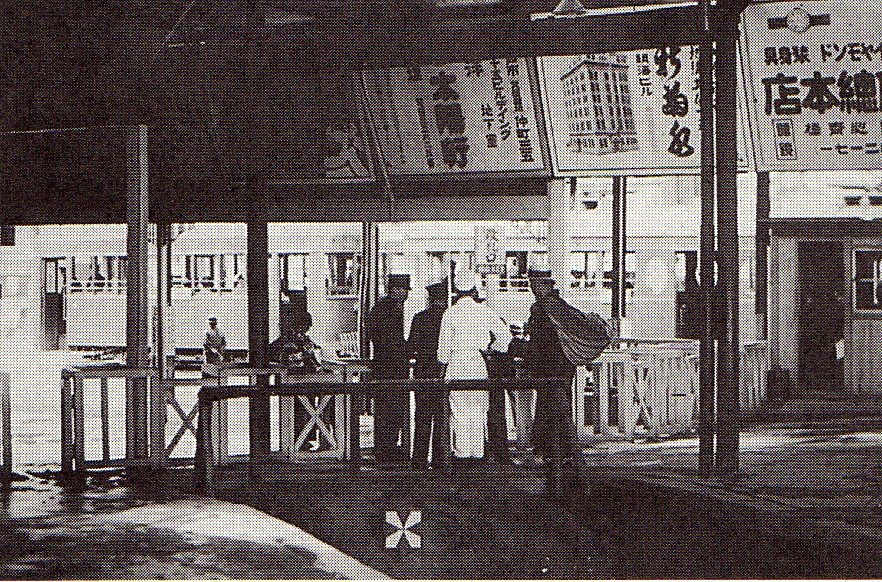
プラットホームの様子

- 1920年（大正9年）7月16日：神戸駅として開業。
- 1936年（昭和11年）4月1日：上筒井駅に改称。
- 1940年（昭和15年）5月20日：廃止。

## 隣の駅
阪神急行電鉄（現・阪急電鉄）
上筒井線（神戸本線旧線）
西灘駅（現・王子公園駅） - 上筒井駅（廃駅）